# Représentations diplomatiques de l'Ouganda

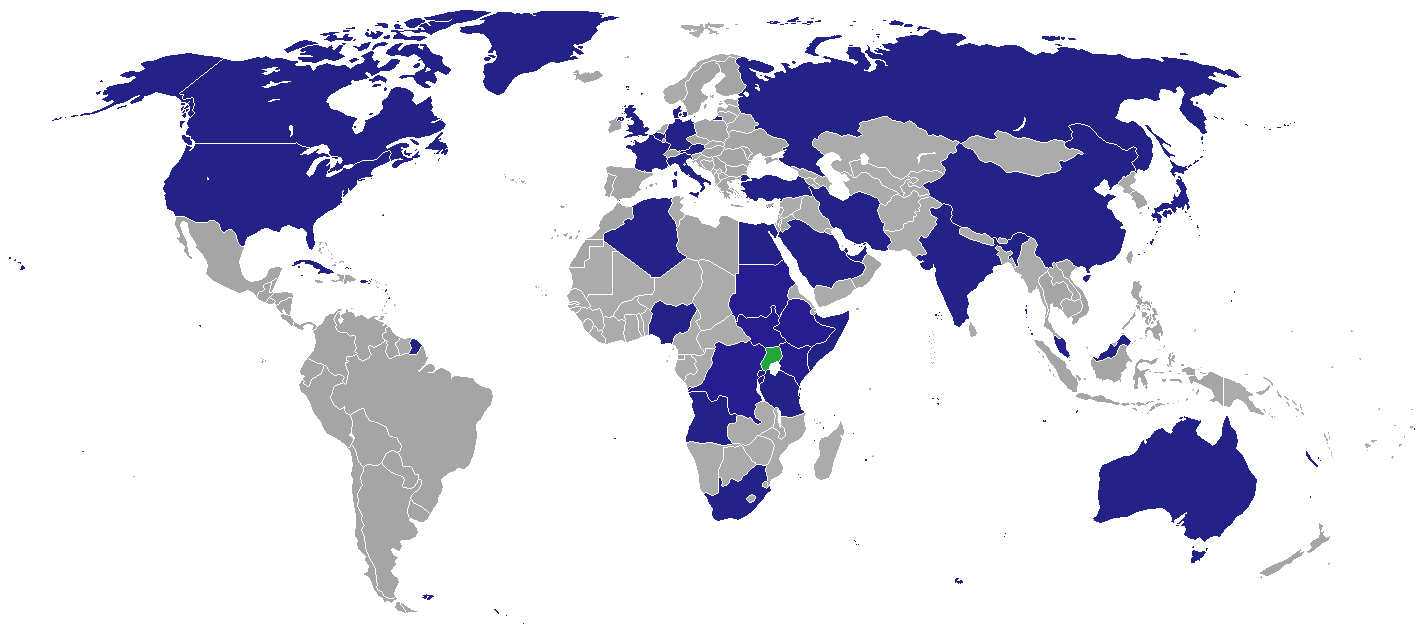
Représentations diplomatiques de l'Ouganda.

Voici les représentations diplomatiques de l'Ouganda à l'étranger :

## Afrique
- Afrique du Sud
  - Pretoria (haute commission)
- Algérie
  - Alger (ambassade)
- Angola
  - Luanda (ambassade)
- Burundi
  - Bujumbura (ambassade)
- République démocratique du Congo
  - Kinshasa (ambassade)
- Égypte
  - Le Caire (ambassade)
- Éthiopie
  - Addis-Abeba (ambassade)
- Kenya
  - Nairobi (haute commission)
  - Mombasa (consulat général)
- Nigeria
  - Abuja (haute commission)
- Rwanda
  - Kigali (haute commission)
- Somalie
  - Mogadiscio (ambassade)
- Soudan
  - Khartoum (ambassade)
- Soudan du Sud
  - Djouba (ambassade)
- Tanzanie
  - Dar es Salaam (haute commission)
  - Arusha (consulat)

## Amérique
- Canada
  - Ottawa (haute commission)
- Cuba
  - La Havane (ambassade)
- États-Unis
  - Washington (ambassade)

## Asie
- Arabie saoudite
  - Riyad (ambassade)
- Chine
  - Pékin (ambassade)
  - Canton (consulat général)
- Émirats arabes unis
  - Abou Dabi (ambassade)
- Inde
  - New Delhi (haute commission)
- Iran
  - Téhéran (ambassade)
- Japon
  - Tokyo (ambassade)
- Turquie
  - Ankara (ambassade)

## Europe
- Autriche
  - Vienne (ambassade)
- Allemagne
  - Berlin (ambassade)
- Belgique
  - Bruxelles (ambassade)
- Danemark
  - Copenhague (ambassade)
- France
  - Paris (ambassade)
- Italie
  - Rome (ambassade)
- Royaume-Uni
  - Londres (haute commission)
- Russie
  - Moscou (ambassade)

## Océanie
- Australie
  - Canberra (haute commission)

## Organisations internationales
- Addis-Abeba (mission permanente auprès de l'Union africaine)
- Bruxelles  (mission permanente auprès de l'Union européenne)
- Genève  (mission permanente auprès de l'Organisation des Nations unies)
- New York (mission permanente auprès de l'Organisation des Nations unies)

## Galerie

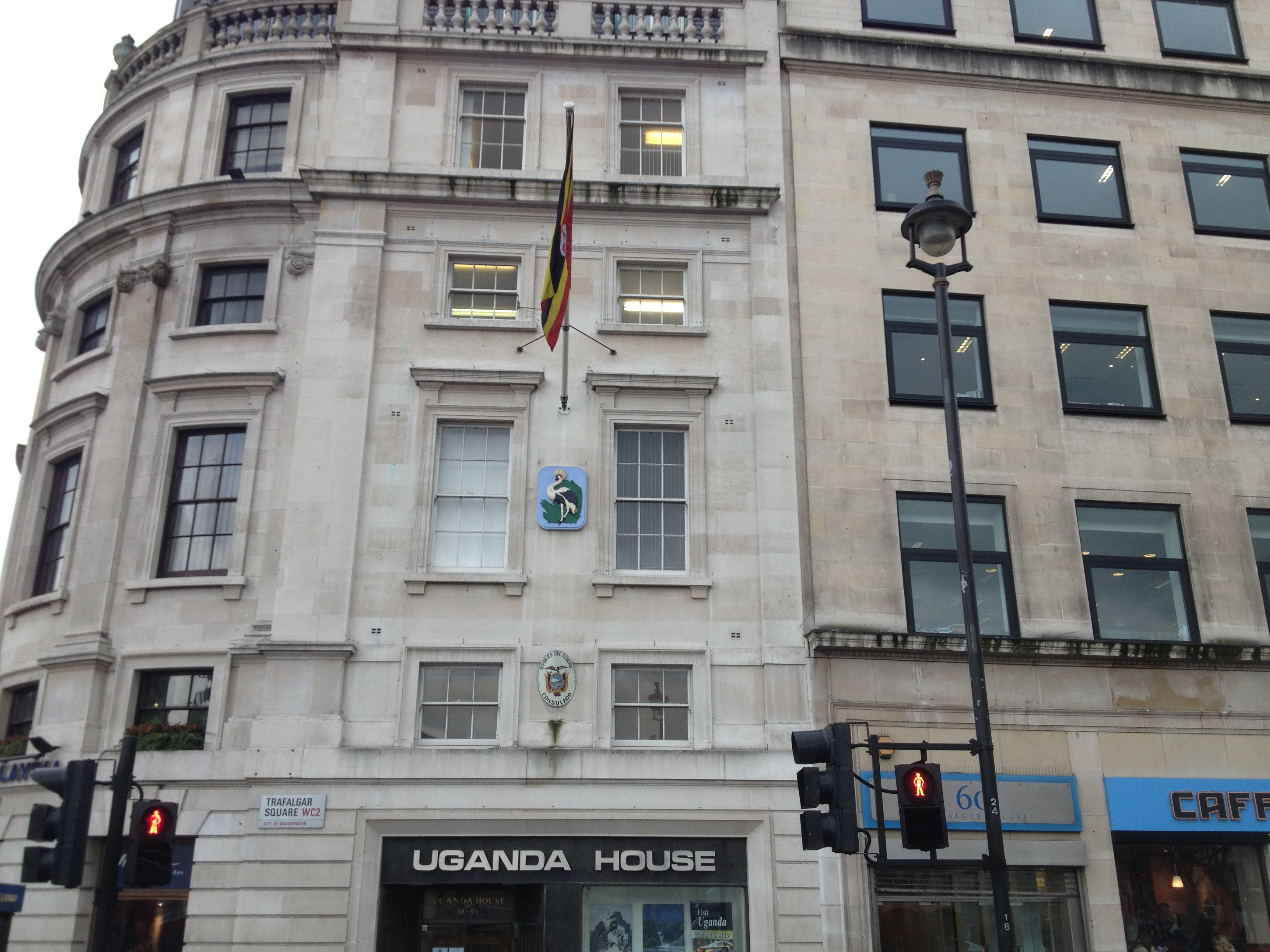
Haute commission à Londres.
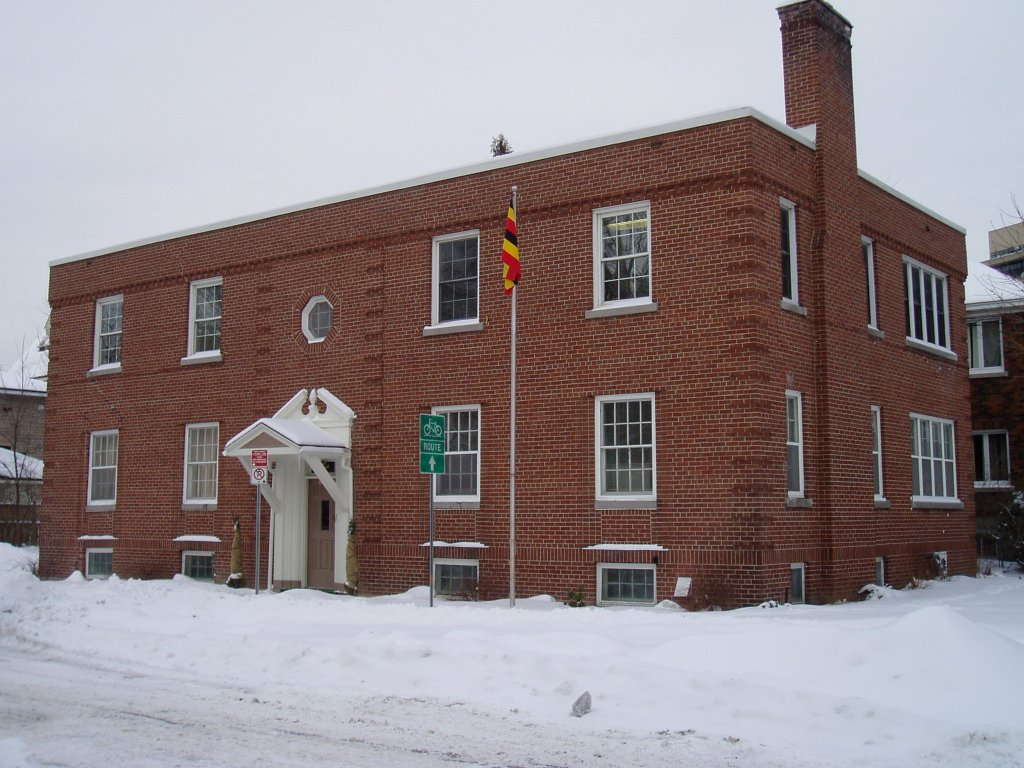
Haute commission à Ottawa.
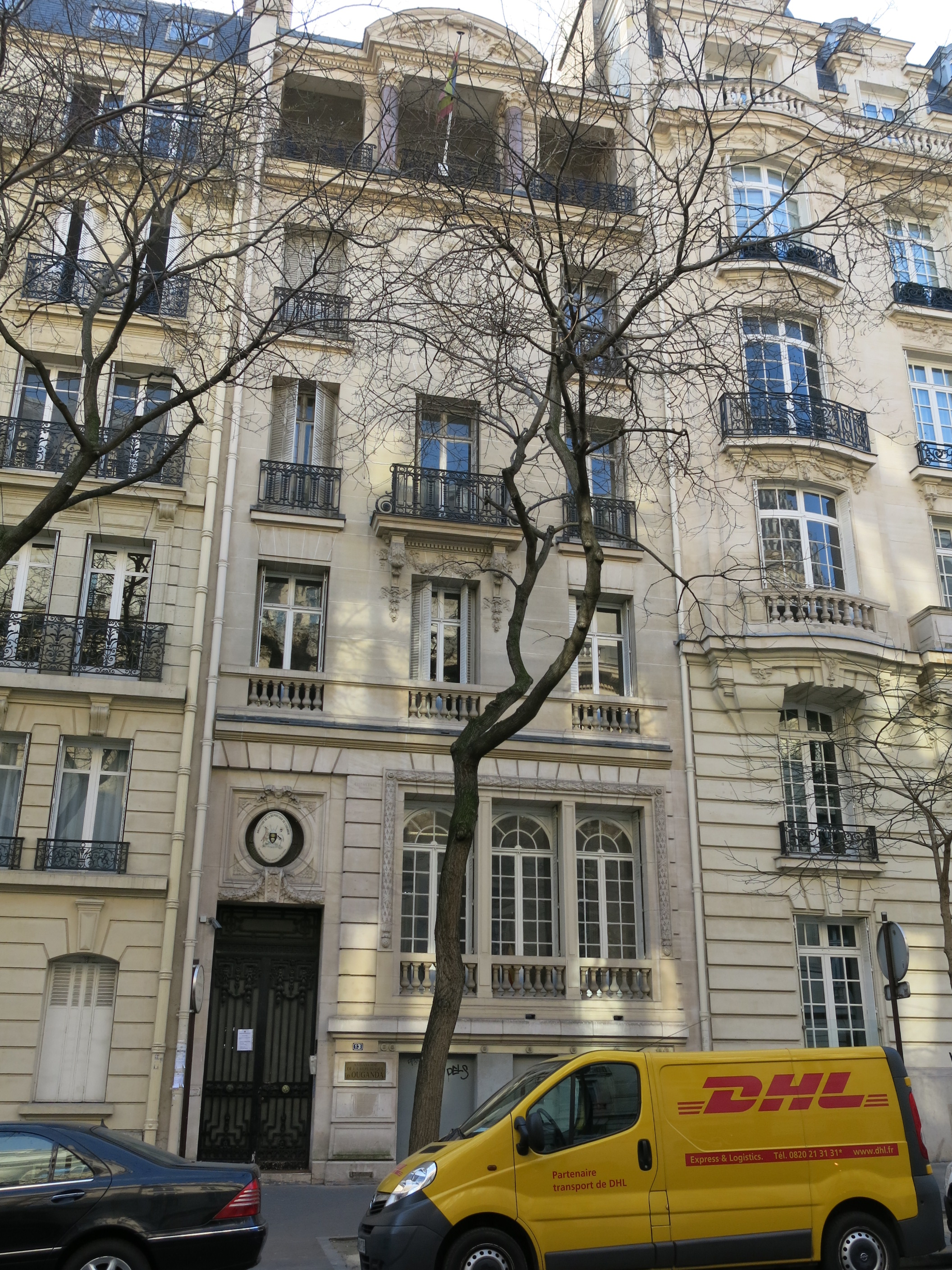
Ambassade à Paris.
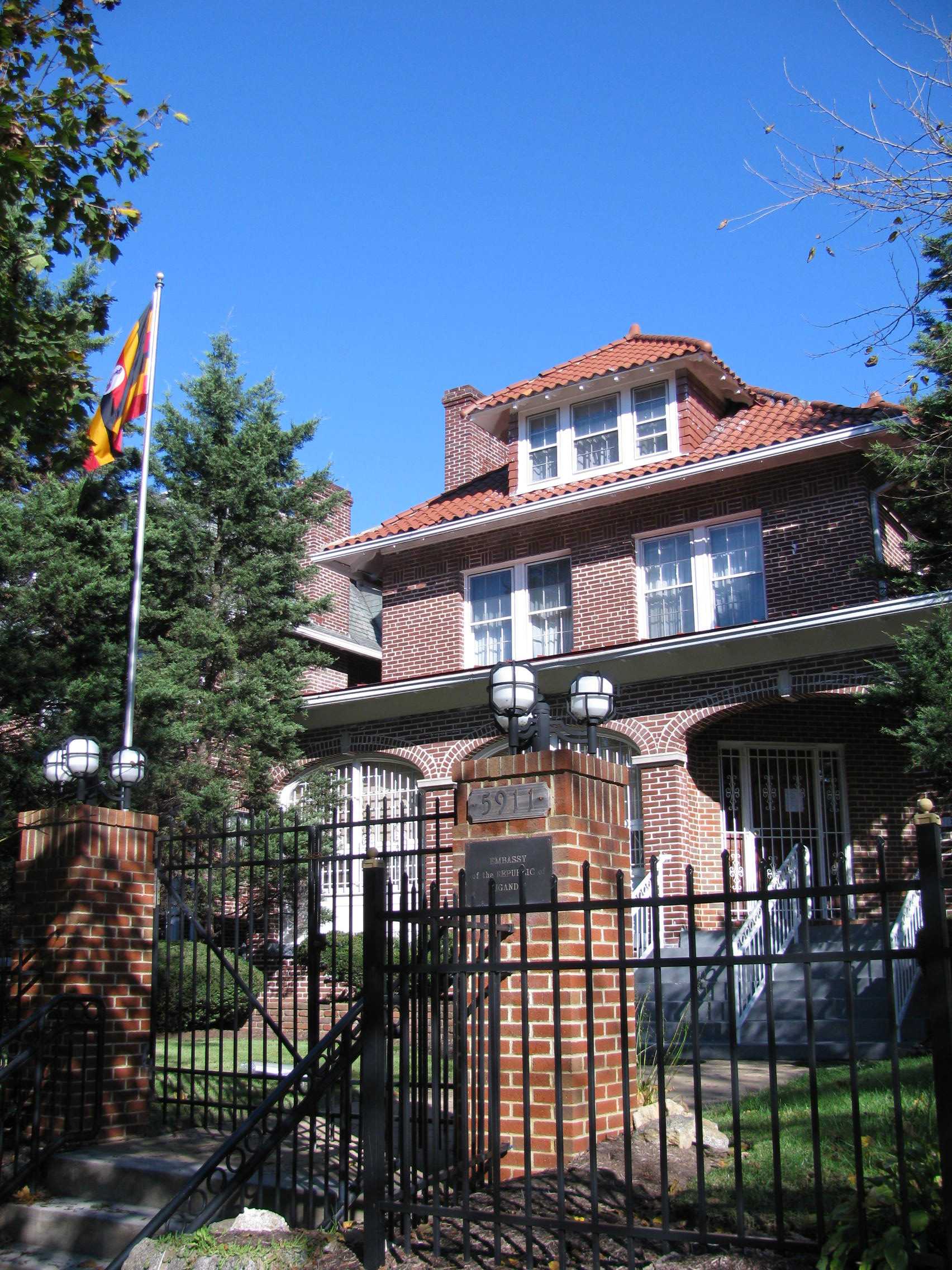
Ambassade à Washington.